# Nortetrazepam
Nortetrazepam  là một loại thuốc có nguồn gốc từ benzodiazepine, một trong những chất chuyển hóa chính của tetrazepam.